# Demmerkogel
Demmerkogel är ett berg i Österrike.   Det ligger i distriktet Leibnitz och förbundslandet Steiermark, i den östra delen av landet, 170 km söder om huvudstaden Wien. Toppen på Demmerkogel är 671 meter över havet, eller 329 meter över den omgivande terrängen. Bredden vid basen är 8,0 km.
Terrängen runt Demmerkogel är platt norrut, men söderut är den kuperad. Närmaste större samhälle är Leibnitz, 8,3 km öster om Demmerkogel. 
Omgivningarna runt Demmerkogel är en mosaik av jordbruksmark och naturlig växtlighet. Runt Demmerkogel är det ganska tätbefolkat, med 111 invånare per kvadratkilometer.